# Duisburger Institut für Sprach- und Sozialforschung
Das Duisburger Institut für Sprach- und Sozialforschung e. V. (Abkürzung DISS) ist eine private interdisziplinäre Forschungseinrichtung. Das Institut erstellt Analysen zur gesellschaftlichen Entwicklung für eine politische, pädagogische und journalistische Praxis. Es wurde 1987 gegründet. Geforscht wird nach eigenen Angaben insbesondere nach den Ursachen von Rechtsextremismus, Rassismus, völkisch-nationalen Tendenzen, Antisemitismus und sozialer Ausgrenzung.
Das Duisburger Institut für Sprach- und Sozialforschung versteht sich als „zwar tendenziell linkes, aber parteipolitisch und organisationspolitisch unabhängiges Institut“.

## Das Institut

### Entstehung und Geschichte
Das DISS wurde im Sommer 1987 gegründet und zwar, wie es in einer Selbstbeschreibung von 1990 heißt, als „Zusammenschluss mehrerer Arbeitskreise, die schon seit einigen Jahren existierten und lose miteinander kooperierten. Durch die Gründung eines Instituts erhofften wir uns eine größere Effektivität der Arbeit: Verbesserung der Arbeits- und Finanzierungsmöglichkeiten, Verbreiterung der Publikationsmöglichkeiten usw.“ Die Satzung des Trägervereins trägt das Datum 26. Juli 1987. Besonderes Gewicht besaß der bis heute bestehende Arbeitskreis Rechts im DISS, der „seit Mitte der 80er Jahre – zunächst als freier Arbeitskreis, ab 1987 dann unter dem Dach des DISS“ existiert. Er sieht seine Aufgabe darin, „politische Entwicklungen auf dem Feld rechter Ideologie und rechter Bewegungen langfristig zu beobachten und zu analysieren und die Ergebnisse seiner Analysen der Öffentlichkeit zugänglich zu machen“. Gegründet wurde der Arbeitskreis Rechts als Antifaschistischer Arbeitskreis Duisburg, später dann umbenannt. Noch vor der Gründung des DISS veröffentlichte der Arbeitskreis 1987 mit Auf der Flucht. Asyl – Ein Lehrstück über Rassismus in der Bundesrepublik eine eigene Broschüre, die dann vom DISS vertrieben wurde.
Neben dem Arbeitskreis Rechts gab es ferner einen – heute nicht mehr in Erscheinung tretenden – Arbeitskreis Schule und Politik beim DISS.
Mit der aus dem sozialdemokratischen Milieu 1978 gegründeten und 1991 eingestellten Zeitschrift Revier gab es eine recht enge Zusammenarbeit. Margret und Siegfried Jäger waren Mitgründer der Zeitschrift, die einen Versuch darstellte, im Ruhrgebiet eine regionale Arbeiterpresse zu etablieren. Nach einem Streit über die inhaltliche Linie der Zeitschrift 1985 entzogen beide die finanzielle Unterstützung und schieden aus der Redaktion aus. 2001 zog das DISS innerhalb Duisburgs in das mehrere Büros umfassende Haus, das bis Ende Mai 1985 Sitz der Revier-Redaktion gewesen war, um. Nachdem das Anti-Rassismus-Informations-Centrum Duisburg seine Büroräume aufgab, residiert dort seit Sommer 2003 die Rosa-Luxemburg-Stiftung NRW.

### Finanzierung
Das Institut finanziert sich über einen Förderkreis, Drittmittel sowie Mitgliedsbeiträge und Spenden und ist Mitglied im Wissenschaftsforum Ruhr.

### Satzungsziele
- Durchführung wissenschaftlicher und kultureller Veranstaltungen und Forschungsvorhaben zu Problemen des öffentlichen Sprachgebrauchs (in Medien, Politik und Kultur)
- Sprachberatung
- Jugend- und Erwachsenenbildung
- Erarbeitung und Veröffentlichung von Forschungsmaterialien und Unterrichtswerken

### Struktur

#### Vorstand und Wissenschaftlicher Beirat
zum Vorstand des Duisburger Institut für Sprach- und Sozialforschung gehören:
- Margarete Jäger, seit 2011 Leiterin des DISS und Vorstandsvorsitzende
- Benno Nothardt (Stellvertreter der Vorsitzenden)
- Helmut Kellershohn (Stellvertreter der Vorsitzenden und Schriftführer)
- Jobst Paul (Stellvertreter der Vorsitzenden und Kassenwart)

#### Wissenschaftlicher Beirat
Mitglieder des Wissenschaftlichen Beirats des DISS sind:
- Frank Benseler (Universität-Gesamthochschule Paderborn)
- Ingrid Dietrich (Pädagogische Hochschule Heidelberg)
- Ute Gerhard (Universität Dortmund)
- Adi Grewenig (Universität Hannover)
- Franz Januschek (Universität Oldenburg)
- Peter Jaritz (Universität Duisburg – Essen)
- Wolfgang Kastrup (StD Clauberg-Gymnasium, Duisburg; LB Universität Duisburg – Essen)
- Lothar van den Kerkhoff (StD Berufskolleg Dinslaken)
- Bernd Kern (Universität Duisburg – Essen)
- Clemens Knobloch (Universität Siegen)
- Peter Kühne (Sozialakademie Dortmund) (1935–2015)
- Hans Leuer (Universität Duisburg – Essen)
- Jürgen Link (Universität Dortmund)
- Ursula Link-Heer (Universität Wuppertal)
- Günther Neumann, Duisburg
- Edzard Obendiek (Universität Dortmund)
- Irmgard Pinn (Rheinisch Westfälische TH Aachen)
- Ulrich Schmitz (Universität Duisburg – Essen)
- Gerd Simon (Universität Tübingen)

#### Mitarbeiter
Mitarbeiter des DISS sind:
- Isolde Aigner
- Guido Arnold
- Joannah Caborn Wengler
- Gabriele Cleve
- Martin Dietzsch
- Margarete Jäger
- Helmut Kellershohn
- Anna Maria Mayer
- Benno Nothardt
- Jobst Paul
- Katharina Peters
- Zakaria Rahmani
- Lenard Suermann
- Christian Sydow
- Iris Tonks
- Stefan Vennmann
- Regina Wamper

#### Publikationsorgane
Anfang der 1990er wurden einzelne Broschüren des DISS vom GNN-Verlag veröffentlicht. Buchveröffentlichungen erscheinen seit 2004 in der Edition DISS beim Unrast Verlag. Das DISS veröffentlichte bis 2003 die DISS-Monographien und mit den DISS-Texten kleinere Texte im Selbstverlag. Einzelne Schriften, an denen das DISS beteiligt war bzw. die vom DISS erstellt wurden, wurden auch von anderen Verlagen wie dem Dietz Verlag in Bonn, dem Bund-Verlag in Köln, dem Lit-Verlag in Münster und dem VS Verlag für Sozialwissenschaften veröffentlicht.
Neben der Analyse des rechtsextremen Gedankenguts werden auch Präventivkonzepte und „Argumentationsweisen als Grundlage für die Entwicklung von Gegenstrategien in Jugendbildungsarbeit und Politik“ ausgearbeitet und für politisch aktive Gruppen als Handreichungen zur Verfügung gestellt, um „gegen das Einsickern rechtsextremer Ideologeme in die Mitte der Gesellschaft anzugehen“.
Beiträge von Mitarbeitern sowie Autoren des DISS finden darüber hinaus ein breites Veröffentlichungsspektrum, von überwiegend wissenschaftlichen Zeitschriften und Buchverlagen, Tageszeitungen wie der Frankfurter Rundschau bis hin zu antifaschistischen Magazinen wie Der Rechte Rand und den Antifaschistischen Nachrichten sowie in politischen Medien wie Jungle World, Konkret und Marxistische Blätter.
Die Institutszeitung DISS-Journal erscheint zweimal im Jahr. Für einige Aufsätze und vergriffene Buchtitel stellt das DISS eine Internetbibliothek zur Verfügung.

## Forschung

### Methode
Das Institut forscht mittels der „Kritischen Diskursanalyse“. Diese Methode wird nicht nur angewendet, sondern auch fortlaufend weiterentwickelt. In der Wissenschaft wird sie daher als „Kritische Diskursanalyse Duisburger Schule“ bezeichnet. Sie basiert auf Arbeiten von Siegfried Jäger, in denen dieser an Michel Foucault und Jürgen Link anschließt und eine eigene Handlungstheorie entwickelt, die sich kritisch auf die in der Kulturhistorischen Schule beheimatete Tätigkeitstheorie Alexej Leontjews bezieht. Die Methode der Kritischen Diskursanalyse versteht sich als ein moderner Zweig der linguistischen Textanalyse. Grundlage sind Diskurs- und normalismustheoretische Überlegungen, mit denen der herkömmliche von der Linguistik enger gefasste „Textbegriff“ erweitert werden soll. Die Bedeutung von Texten, so das Ziel, wird somit innerhalb eines gesamtgesellschaftlichen Kontextes analysiert. Die Diskurs- und Textanalyse wird dabei als ein kulturwissenschaftliches Verfahren verstanden. Bei der Anwendung auf die Untersuchung von Medien wird hierbei davon ausgegangen, dass Medien einen entscheidenden Einfluss auf die Konstituierung von „Subjekten“ haben. Durch diese Perspektive sieht Jäger die Möglichkeit, gesellschaftlichen Entwicklungen wie zum Beispiel dem Rassismus mit wissenschaftlich fundierten Kriterien und Analysen entgegenzuwirken.
Siehe auch: Diskurstheorie, Dispositiv sowie zum Stand der Bedeutung und Forschung zur Diskurstheorie in der unten angegebenen wissenschaftlichen Literatur

### Diskurswerkstatt
Seit 1992 existiert die Diskurswerkstatt im DISS. Sie wurde nach Institutsangaben nach dem Abschluss des Projektes BrandSätze. Rassismus im Alltag gegründet und „widmet sich der Rezeption der Arbeiten Michel Foucaults sowie anderer theoretischer und methodischer diskurstheoretischer Konzepte.“ Die Diskurswerkstatt war bis 2003 einerseits eine Arbeitsgruppe des DISS, andererseits wurden dort auch von Siegfried Jäger betreute Magister- und Doktorarbeiten vorgestellt, wodurch sie Züge eines Oberseminars für Studenten der Gerhard-Mercator-Universität Duisburg angenommen hatte. Dieser „Doppelcharakter“ änderte sich mit der Emeritierung von Siegfried Jäger, mit der der Bezug zum laufenden Universitätsbetrieb abnahm. Die Diskurswerkstatt tagt in einem 14-täglichen Rhythmus und ist neben Angehörigen der Universität Duisburg auch für Anfragen anderer Teilnehmer offen. Zu den von ihr durchgeführten Projekten gehört das Projekt Biomacht und Medien.

### DISS-Colloquium
Einmal jährlich findet eine themenspezifische Fachtagung des Instituts statt. Das erste DISS-Colloquium fand am 8. und 9. Dezember 1989 in Zusammenarbeit mit der Vereinigung der Verfolgten des Naziregimes – Bund der Antifaschistinnen und Antifaschisten (VVN-BdA) NRW statt.
2006 wurde das Colloquium in Kooperation mit der Gesellschaft für politische Bildung e. V. durchgeführt. Das Tagungsthema lautete: „Ausnahmezustände und Denormalisierungsängste. Krise und Zukunft der Demokratie“. Das Jahreskolloquium 2012 beschäftigte sich mit neoliberalen und extrem rechten Konzepten von Hegemonie und Expansion.
Die Ergebnisse wurden in Colloquiumsbänden versammelt:
- Jahrescolloquium 2005: Macht – Religion – Politik. Zur Renaissance religiöser Praktiken und Mentalitäten[14]
- Jahrescolloquium 2004: Völkische Bande. Dekadenz und Wiedergeburt – Analysen rechter Ideologie[15]
- Jahrescolloquium 2003: Mythos Identität. Fiktion mit Folgen[16]
- Jahrescolloquium 2002: Gefühlte Geschichte und Kämpfe um Identität[17]

### DISS-Archiv
Mit dem Ziel, eine „kritische Auseinandersetzung mit der Ideologie und der Praxis der extremen Rechten zu fördern“, unterhält das Institut ein „umfangreiches Archiv, das vor allem Primär- und Sekundärquellen zur extremen Rechten enthält“. Das Archiv wurde Mitte der 1980er-Jahre angelegt, nachdem die Mitarbeiter des Instituts für sich feststellten, dass die akademische Fachliteratur sie in ihrer Forschung kaum weiter brachte, da die meisten Fachautoren „offenbar den Gegenstand, über den sie schrieben, nur vom Hörensagen“ kannten. Die Erforschung der Primärliteratur wurde für ihre Arbeit unerlässlich. Vom „Umfang und Inhalt“ gilt das DISS-Archiv als „eines der größten innerhalb Deutschlands“. „Es umfasst inzwischen den Zeitraum von den 1960er Jahren bis heute“. Besonders frühe Dokumente der Sammlung wurden „durch eine umfangreiche Schenkung des Frankfurter Instituts für Sozialforschung ergänzt“.

### Forschungsprojekte

#### Einwanderung im deutschen Alltagsdiskurs
Das Duisburger Institut für Sprach- und Sozialforschung führt seit den 1990er-Jahren zu dem Thema des rassistischen und antisemitischen Alltagsdiskurses fortlaufende Erhebungen vor allem in Form von Tiefeninterviews durch. Das Material wird diskursanalytisch ausgewertet. Mit der Studie BrandSätze wurde bereits 1992 eine erste Studie veröffentlicht. Interviewt wurden deutsche Bürger in westlichen Großstädten. Das zentrale „Ergebnis dieser Studie ist, dass alle interviewten Menschen mehr oder minder stark in den rassistischen Diskurs verstrickt sind.“
Eine Studie, deren Ergebnisse 2007 vorgestellt werden sollten, beschäftigte sich mit den rassistischen und antisemitischen Effekten medialer Debatten wie die um das Holocaust-Mahnmal, um die Entschädigung der Zwangsarbeiter und die Affäre um den Politiker Möllemann, die Debatten zum 11. September 2001 sowie zur Zweiten Intifada in Israel und Palästina.

#### Ethnisierung von Sexismus im Alltagsdiskurs der Einwanderung (1994–1995)
In diesem Forschungsprojekt untersuchte Margaret Jäger auf der Grundlage von Tiefeninterviews mit Menschen deutscher und christlicher Herkunft das Phänomen der Ethnisierung von Sexismus, wie es sich in der Auffassung zeigt, „dass türkische oder moslemische Männer besonders sexistisch seien, dass sie Frauen in besonderer Weise unterdrückten“. Berücksichtigt wird hierbei die besondere Wirkung durch die Verschränkung der Diskurse um Einwanderung und um Sexismus. Die Ergebnisse der Studie wurden 1996 von Margret Jäger in dem Buch Fatale Effekte. Die Kritik am Patriarchat im Einwanderungsdiskurs veröffentlicht.

#### Rechtsextreme Verhaltensmuster (1994–1996)
Dieses vom Ministerium für Arbeit, Gesundheit und Soziales in NRW geförderte Forschungsprojekt analysierte das „politische[n] Verhalten von rechtsextremen Mandatsträgern innerhalb und außerhalb der Parlamente und dem weiteren Auftreten rechtsextremer Ideologeme in der Gesellschaft insgesamt“ mit dem Ziel, „Grundlage Handlungsempfehlungen für Jugendarbeit und Politik“ zu entwickeln. Die Ergebnisse der zwei Teilstudien wurden 1997 von Christoph Butterwegge u.  a. in dem Band Rechtsextremisten in Parlamenten. Forschung – Fallstudien – Gegenstrategie und 1998 von Siegfried Jäger u.  a. in Der Spuk ist nicht vorbei. Völkisch-nationalistische Ideologeme im öffentlichen Diskurs der Gegenwart publiziert.

#### Biomacht und Medien (1997)
Das diskursanalytische Forschungsprojekt Biomacht und Medien beschäftigte sich mit der Frage: „Wie präsentiert sich das biopolitische Dispositiv in den Print-Medien und welche Effekte gehen von dieser Berichterstattung aus?“ Für den Untersuchungszeitraum 1994 wurden fünf Tages- und drei Wochenzeitungen ausgewertet. Untersucht wurden Presseartikel zu den Themenschwerpunkten:
- Krankheit/Gesundheit: neben „Umgang mit Kranken, Alten und Behinderten auch die Behandlung von Sterbehilfe und Organtransplantationen. Auch Artikel über Menschenversuche, Gentherapien, Chromosomensuche und Aids sind in diesem Themenfeld zu finden.“
- Geburt/Leben: „Berichte über Embryonen, künstliche Befruchtung, pränatale Diagnostik sowie Leihmütter, Samenbanken und Maßnahmen qualitativer Bevölkerungskontrolle.“
- Individueller Tod/individuelles Sterben: „Debatten um Hirn- und Herztod, Apparatemedizin, Abtreibung und Organhandel“.
- Ernährung: „gentechnologische Freilandversuche, Genlebensmittel oder Welternährungsprobleme“.
- Ökonomie: „Standortvor- bzw. -nachteile in Verbindung mit Gentechnologie“ und Probleme „der ökonomischen Auslastung von Transplantationszentren“.
- Bioethik/Menschenbild: bioethische Debatten zu oben genannten Themen, zu der Bioethikkonvention der Europäischen Kommission, zu „gesetzlichen Regelungen von Sterbehilfe und Abtreibung und […] Umgang mit Homosexualität“.[26]

Die Ergebnisse wurden 1997 veröffentlicht.

#### Jüdische Publizistik im 19. Jahrhundert
Unter dem Gesichtspunkt der jüdischen Vision einer integrativen Gesellschaft in den Debatten des 19. Jahrhunderts werden seit 2005 jüdische Gesellschaftsentwürfe in der jüdischen Publizistik von 1848 bis 1871 vom Institut diskursanalytisch untersucht. Das Projekt mit dem Titel Staat, Nation, Gesellschaft ist an der Universität Duisburg-Essen angesiedelt und erfolgt in Zusammenarbeit mit dem Salomon Ludwig Steinheim-Institut: „Neben der historiographischen Klärung des Themas werden als Forschungsergebnisse auch Hinweise für das aktuelle Konzept ‚integrative Gesellschaft‘ in Gegenwart und Zukunft erwartet.“ Viele Quellenedition der Texte werden erstmals auch online veröffentlicht.

### Medienanalysen
Im Rahmen von Medienanalysen erforscht das DISS Themen wie Migration und Rassismus zumeist über sehr lange Zeiträume. Untersucht werden sowohl hegemoniale Printmedien als auch kleinere rechte Medien. Eine besonders intensive Medienanalyse erfolgte anhand der Wochenzeitung Junge Freiheit, die seit Anfang der 1990er-Jahre kontinuierlich ausgewertet wird.

#### DISS-Studien zur WochenzeitungJunge Freiheit(1994/2003)
Nachdem Jäger bereits 1988 eine Studie zu Medien der Neuen Rechten veröffentlicht hatte, fand diese ihre Fortsetzung in der Forschung zur Wochenzeitung Junge Freiheit. Eine erste Studie wurde 1994 unter dem Titel Das Plagiat der Öffentlichkeit. Der Völkische Nationalismus der Jungen Freiheit von Helmut Kellershohn herausgegeben. Dieses Buch wurde recht breit rezipiert, neben traditionell antifaschistischen Initiativen auch von Bildungseinrichtungen bis zu einzelnen Verfassungsschutzmitarbeitern wie Matthias Weber vom Bundesamt für Verfassungsschutz, der diese Studie als Grundlage für einen eigenen Aufsatz im Jahrbuch Extremismus & Demokratie heranzog.
In einer weiteren Studie, die unter dem Titel Nation statt Demokratie. Sein und Design der rechtsextremen „Jungen Freiheit“ erschien, wurden die diskursanalytischen Erhebungen zu der Wochenzeitung Junge Freiheit um Analysen aus dem Jahre 2002 und 2003 vertieft. Die bereits in früheren und regelmäßigen Untersuchungen zur Jungen Freiheit, ihrem Umfeld – wie dem Institut für Staatspolitik (IfS) – und ihren Ideologemen wie das ihr unterstellte Konzept des „völkischen Nationalismus“ und den Bezügen zur „Konservativen Revolution“ gewonnenen Ergebnisse werden hier um den neuen Untersuchungszeitraum erweitert. Im Mittelpunkt stehen hierbei die vermeintlichen Strategien und diskurspolitischen Ziele der Zeitung. Das Institut unterstellt der Zeitung, nach geheimer Strategie rechtsextreme, antisemitische und völkische Ideologien zu unterstützen.

#### Medienberichterstattung über Straftäter ausländischer und deutscher Herkunft (1997)
1997 führte das Institut im Auftrag des Ministeriums für Arbeit, Soziales und Stadtentwicklung, Kultur und Sport NRW (MASSKS) ein Forschungsprojekt über den Zusammenhang von Kriminalitätsberichterstattung und Vorurteilen gegenüber Flüchtlingen und Einwanderungen durch. Eine grundlegende Frage war die nach dem Unterschied in der Berichterstattung der Medien je nachdem, ob die Straftäter deutscher oder nicht-deutscher Herkunft sind.

#### Stadtteildiskurs: Leben im Brennpunkt
In diesem Forschungsprojekt über einen so genannten Problemstadtteil wurden 1999 „der öffentliche Diskurs über den Stadtteil Gelsenkirchen-Bismarck/Schalke-Nord und seine Auswirkungen auf die Bevölkerung“ untersucht. Gegenstand der Analyse waren die Diskurse der Medien, der Sozialmanager und der in diesem Stadtteil lebenden Menschen, ihre Wahrnehmung von Problemen und Konflikten und ihre Vorstellungen von Lösungen.

#### Der NATO-Krieg in Jugoslawien und die Medien (1999/2000)
Mit dem Diskursprojekt Medien im Krieg untersuchte das Institut den Zusammenhang zwischen Medienberichten zu dem NATO-Krieg in Jugoslawien in Bild, WAZ, FAZ, Frankfurter Rundschau, Focus, Spiegel und Zeit und ihrer Rolle hinsichtlich einer zu schaffenden Akzeptanz für Politik und Militär.

#### DISS-Projekt zum Nahost-Konflikt
Im Auftrag des Berlin Office des American Jewish Committees untersuchte das Institut die deutsche Medienberichterstattung zur Zweiten Intifada in Israel und Palästina.

#### Propaganda der rechtsextremen Unabhängigen Nachrichten
Dieses Projekt untersucht die 30-jährige Geschichte und die Propagandatechnik der rechtsextremen Zeitschrift Unabhängige Nachrichten, die im Untersuchungszeitraum mit einer Auflage von 10.000 Exemplaren die am meisten an Schulen verteilte Publikation der extremen Rechten darstellte. Die Ergebnisse wurden von Martin Dietzsch, Helmut Kellershohn, Alfred Schobert mit Handreichungen für Lehrer unter dem Titel Jugend im Visier publiziert. Laut der Studie wollen die Unabhängigen Nachrichten „das Weltbild der Erlebnis- und Tätergeneration des Nationalsozialismus der heutigen Jugend vermitteln und dennoch möglichst im Rahmen der Legalität bleiben.“

#### Diskursanalyse zum Medienbild Israels
2000/2001 untersuchten die DISS-Mitarbeiter Margarete Jäger und Siegfried Jäger den bundesdeutschen Mediendiskurs zum Nahostkonflikt während der Zweiten Intifada. „Das Datenmaterial zur Studie Medienbild Israel setzte sich aus 2505 Zeitungsartikeln zusammen, die zwischen dem 28. September 2000 und dem 8. August 2001 in sieben deutschen Tages- und Wochenzeitungen erschienen. Eingegrenzt wurde das Material dadurch, dass sich die Forscher auf diese vier diskursiven Ereignisse konzentrierten“:
- Tempelberg-Besuch Ariel Scharons, 28. September 2000, 183 Artikel.
- Der Tod des palästinensischen Jungen Mohammed al-Dura, 30. September 2000, 49 Artikel.
- Lynchmorde an zwei israelischen Soldaten in Ramallah, 12. Oktober 2000, 85 Artikel.
- Selbstmord-Attentat vor einer Diskothek in Tel Aviv, 12. Juni 2001, 110 Artikel.

#### Berliner Republik
Die Engländerin Joannah Caborn führte von 1997 bis 2000 ein Forschungsprojekt über den Regierungsumzug von Bonn nach Berlin und die diskursive Konstituierung der Berliner Republik.

#### Sprachfibel der diskriminierenden und rassistischen Wörter
Das DISS arbeitet im Bildungs- und Medienbereich wissenschaftlich mit. So plante der Deutsche Journalisten-Verband (DJV) 2006 die Erstellung einer Sprachfibel der diskriminierenden und rassistischen Wörter, die vom DISS wissenschaftlich begleitet werden sollte. Dieses Projekt wurde zwar nie realisiert, führte aber schon im Vorhinein, ohne dass Ergebnisse vorlagen, zu heftigen Reaktionen: Es wurde im Anti-„Pc“-Jargon von „Sprachreinigung“ gesprochen und kritisiert, dass der Begriff Rassismus vom DISS zu weit gefasst und ideologisch gefärbt sei.

### Evaluationen
Das DISS führt externe Evaluationen von Projekten und Programmen durch, bei denen die diskursanalytischen Methoden mit „den Notwendigkeiten des zu evaluierenden Materials kombiniert“ werden. Der nach Bedarf erstellte Evaluationsplan basiert auf teilnehmender Beobachtung, Fragebögen und Interviews.
Einzelne Evaluationen:
- Entwicklung und Publikation von Bausteinen zur antirassistischen Trainings- und Bildungsarbeit in der Jugendhilfe[42]
- Xenos-Projekt Kick im Kopf (2003)[43]
- Aktion tagesschau – Nachrichten auf der Spur. Im Herbst 2004 begleitete das Institut ein Projekt zur Schaffung von Medienkompetenz für Schülerinnen der Sekundarstufen I und II.[44]
- Evaluation der Entwicklungspartnerschaft Berufliche Zukunftsfelder für Männer und Frauen in der Region Emscher-Lippe (2005)[45]

## Kontroversen
Im Dezember 2004 war das Institut unter anderem Gegenstand einer Großen Anfrage von CDU-Abgeordneten bezüglich des „Verdachts der finanziellen Förderung linksextremistisch beeinflusster Initiativen durch das ‚Bündnis für Demokratie und Toleranz – gegen Extremismus und Gewalt‘“, die jedoch zu keinem Ergebnis bezüglich des DISS führte.
Tim Peters, Landesvorsitzender der Jungen Union Berlin, behauptete in seiner 2006 erschienenen Dissertation eine Kooperation mit der den Arbeitskreis Antiziganismus im DISS fördernden Rosa-Luxemburg-Stiftung.
Im November 2007 wehrte sich Felix Krautkrämer, Redakteur der Jungen Freiheit gegen Rechtsextremismusvorwürfe in Veröffentlichungen des DISS zu seiner Zeitung seinerseits mit Linksextremismusvorwürfen gegenüber dem DISS und Autoren des Buches Die Wochenzeitung „Junge Freiheit“ von Stephan Braun und Ute Vogt. Der SPD-Landtagsabgeordnete Stephan Braun stellte daraufhin fest, dass der nordrhein-westfälische Verfassungsschutz weder das Institut noch die Autoren des Buches beobachtet, da keine Anhaltspunkte für extremistische Bestrebungen bestehen. Braun bezeichnete die Vorwürfe als Teil einer „gezielten Kampagne“. Mathias Brodkorb berichtete über Fehler in der Recherche Krautkrämers. So musste die Junge Freiheit gleich mehrere Unterlassungserklärungen unterzeichnen. Das Blatt räumte eine Falschmeldung bezüglich Margarete Jäger ein.

## Rezeption
Der FAZ-Feuilletonist Lorenz Jäger attestierte dem Institut 2008 eine dezidierte Linkslastigkeit.